# 미하엘 멘들

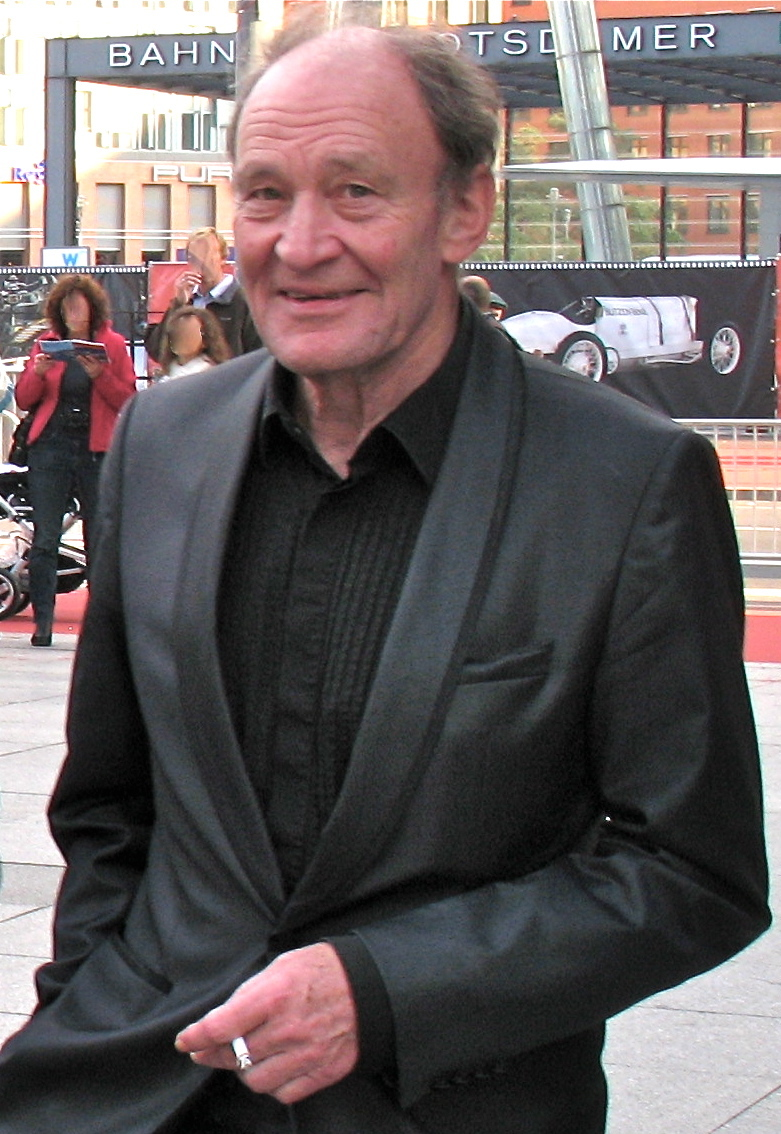

미하엘 멘들(Michael Mendl, 1944년 4월 20일 ~ )은 독일의 연극 배우, 영화배우, 텔레비전 배우이다. 뤼넨에서 태어났다.

## 영화
- 프리츠 랑 (2016년)
- 한나를 위한 소나타 (2011년) - 아론 카플란 역
- 맨발 (2005년) - 헤인리치 켈러 역
- 다운폴 (2004년) - 포병대장 헬무스 바이틀링 장군 역
- 마더 데레사 (2003년) - 밴 에셈 역
- 교황 요한 23세 (2002년)
- 실종 (2002년)
- 마지막 한 걸음까지 (2001년)
- 미스 다이아몬드 (1998년)
- 더 로스트 도터 (1997년)
- 14 데이즈 (1997년)
- 코드 레드 (1997년)
- 브라더 오브 슬립 (1995년)
- 살인자 (1991년)